# Program WHILE
Program WHILE to jedno z narzędzi teorii obliczalności służące do ustanowienia, czy dana funkcja jest obliczalna.

## Cechy
- Klasa funkcji obliczalnych za pomocą WHILE odpowiada klasie funkcji obliczalnych za pomocą maszyny Turinga lub programów GOTO.
- Programy WHILE bazują syntaktycznie i semantycznie, z wyjątkiem pętli WHILE, na programach LOOP.

## Formalna definicja

### Składnia
Programy WHILE składają się z symboli: WHILE, DO, END, +, -, :=, ;, {\displaystyle \neq } oraz dowolnej liczby zmiennych i stałych, przy czym stałe są elementami zbioru liczb naturalnych.
Program P jest syntaktycznie zdefiniowany w notacji BNF jako:
{\displaystyle {\begin{array}{lrl}P&::=&x_{i}:=x_{j}+c\\&|&x_{i}:=x_{j}-c\\&|&P_{1};P_{2}\\&|&\mathrm {WHILE} \,x_{i}\neq 0\,\mathrm {DO} \,P\,\mathrm {END} \end{array}}}
gdzie:
- {\displaystyle c} jest stałą,
- {\displaystyle x_{i},} {\displaystyle x_{j}} są zmiennymi
- {\displaystyle P_{1},} {\displaystyle P_{2}} to programy WHILE

### Semantyka
Wszystkie użyte w danym programie zmienne zostają zainicjalizowane przed wykonaniem programu. Zmienne nie zainicjalizowane bezpośrednio otrzymują domyślną wartość 0.
Wyrażenie postaci
```
x
i
 := x
j
 + c
```

oznacza przyznanie zmiennej {\displaystyle x_{i}} wartości otrzymanej poprzez dodanie zmiennej {\displaystyle x_{j}} i stałej {\displaystyle c.} Specjalnym przypadkiem jest tutaj sytuacja, gdzie wartość stałej {\displaystyle c} jest równa zeru. Wtedy wartość zmiennej {\displaystyle x_{j}} zostaje bezpośrednio przyznana zmiennej {\displaystyle x_{i}{:}}
```
x
i
 := x
j
 + 0
```

Wyrażenie postaci
```
x
i
 := x
j
 – c
```

oznacza przyznanie zmiennej {\displaystyle x_{i}} wartości otrzymanej poprzez odjęcie stałej {\displaystyle c} od zmiennej {\displaystyle x_{j}.} w przypadku gdy wartość stałej jest wyższa niż wartość zmiennej wynikiem odejmowania jest 0.
Kompozycja dwóch programów WHILE ma postać
```

  

    

      

        

          
P

          

            
1

          

        

        
;

      

    

    
{\displaystyle P_{1};}

  

 

  

    

      

        

          
P

          

            
2

          

        

      

    

    
{\displaystyle P_{2}}

  

```

i oznacza, że program {\displaystyle P_{1}} zostanie wykonany przed programem {\displaystyle P_{2}.}
Pętla WHILE ma postać
```
WHILE 

  

    

      

        

          
x

          

            
i

          

        

        
≠

        
0

      

    

    
{\displaystyle x_{i}\neq 0}

  

 DO 

  

    

      

        
P

      

    

    
{\displaystyle P}

  

 END
```

przy czym liczba przebiegów programu, w przeciwieństwie do programów LOOP, nie jest z góry ustalona w zmiennej {\displaystyle x_{i},} lecz może ulegać zmianom dynamicznie podczas wykonywania programu.

## Przykładowa implementacja

### Dodawanie
Następujący program WHILE przyznaje zmiennej x0 sumę zmiennych x1 i x2:
```
x
0
 := x
1
 + 0;
y := x
2
 + 0;
WHILE 

  

    

      

        
y

        
!

        
=

        
0

      

    

    
{\displaystyle y!=0}

  

 DO
       

  

    

      

        
y

        

          
:

        

      

    

    
{\displaystyle y{:}}

  

 = 

  

    

      

        
y

        
−

        
1

        
;

      

    

    
{\displaystyle y-1;}

  

       

  

    

      

        

          
x

          

            
1

          

        

        

          
:

        

      

    

    
{\displaystyle x_{1}{:}}

  

 = 

  

    

      

        

          
x

          

            
1

          

        

      

    

    
{\displaystyle x_{1}}

  

 + 1
END
```

## Symulacja pętli WHILE za pomocą programu GOTO
Pętlę postaci
```
WHILE x 

  

    

      

        
≠

      

    

    
{\displaystyle \neq }

  

 0 DO P END
```

można przedstawić za pomocą następującego programu GOTO:
```
M
1
: IF x = 0 THEN GOTO M
2
;
    P;
    GOTO M
1
;
M
2
: ...
```

gdzie instrukcje za znacznikiem M2 są dowolne.